# Eleição municipal de Balneário Camboriú em 2000
A eleição municipal de Balneário Camboriú em 2000 ocorreu em 1 de outubro de 2000. O prefeito titular era Leonel Pavan do PDT, que tentou a reeleição e reelegeu-se em turno único, derrotando seu ex-aliado Aristo Manoel Pereira do PMDB.

## Candidatos
|  | Nº | Candidato(a) a prefeito | Candidato(a) a prefeito                     | Candidato(a) a vice-prefeito | Candidato(a) a vice-prefeito        | Coligação |
|  | -- | ----------------------- | ------------------------------------------- | ---------------------------- | ----------------------------------- | --- |
|  | 12 |                         | Leonel Pavan (PDT) Leonel Arcângelo Pavan   |                              | Rubens Spernau (PDT) Rubens Spernau | Trabalho é Progresso - Partido Democrático Trabalhista (PDT) - Partido da Social Democracia Brasileira (PSDB) - Partido Trabalhista Brasileiro (PTB) - Partido Liberal (PL) - Partido Verde (PV) |
|  | 13 |                         | Sérgio Girardi (PT) Sérgio Paulo Girardi    |                              | Roseli Schroeder (PT)               | Jeito novo de governar - Partido dos Trabalhadores (PT) - Partido Socialista Brasileiro (PSB) |
|  | 15 |                         | Aristo Pereira (PMDB) Aristo Manoel Pereira |                              | Ediná Brognoli (PFL)                | Tá na hora de mudar - Partido do Movimento Democrático Brasileiro (PMDB) - Partido da Frente Liberal (PFL) - Partido Progressista Brasileiro (PPB) - Partido Popular Socialista (PPS) - Partido Social Trabalhista (PST) - Partido da Social Democrata Cristão (PSDC) - Partido Humanista da Solidariedade (PHS) |

## Resultado da eleição para prefeito
| 1º Turno 3 de outubro de 1996 | 1º Turno 3 de outubro de 1996 | 1º Turno 3 de outubro de 1996 | 1º Turno 3 de outubro de 1996 |
| Candidato(a)                  | Vice                          | Votação                       | Votação                       |
| Candidato(a)                  | Vice                          | Total                         | Porcentagem                   |
| ----------------------------- | ----------------------------- | ----------------------------- | ----------------------------- |
| Leonel Pavan (PDT)            | Rubens Spernau (PDT)          | 25.057                        | 65,74%                        |
| Aristo Pereira (PMDB)         | Ediná Brognoli (PFL)          | 9.336                         | 24,49%                        |
| Sérgio Girardi (PT)           | Roseli Schroeder (PT)         | 3.723                         | 9,77%                         |
| Total de votos válidos        | Total de votos válidos        | 38.116                        | 100,00%                       |
| Votos apurados                |                               |                               |                               |
| Votos válidos                 | Votos válidos                 | 38.116                        | 94,57%                        |
| Votos em branco               | Votos em branco               | 910                           | 2,26%                         |
| Votos nulos                   | Votos nulos                   | 1.279                         | 3,17%                         |
| Total de votos apurados       | Total de votos apurados       | 40.305                        | 100,00%                       |
| Eleitores                     |                               |                               |                               |
| Comparecimento                | Comparecimento                | 40.305                        | 84,29%                        |
| Abstenções                    | Abstenções                    | 7.513                         | 15,71%                        |
| Total de eleitores            | Total de eleitores            | 47.818                        | 100,00%                       |